# Archibald Hunter

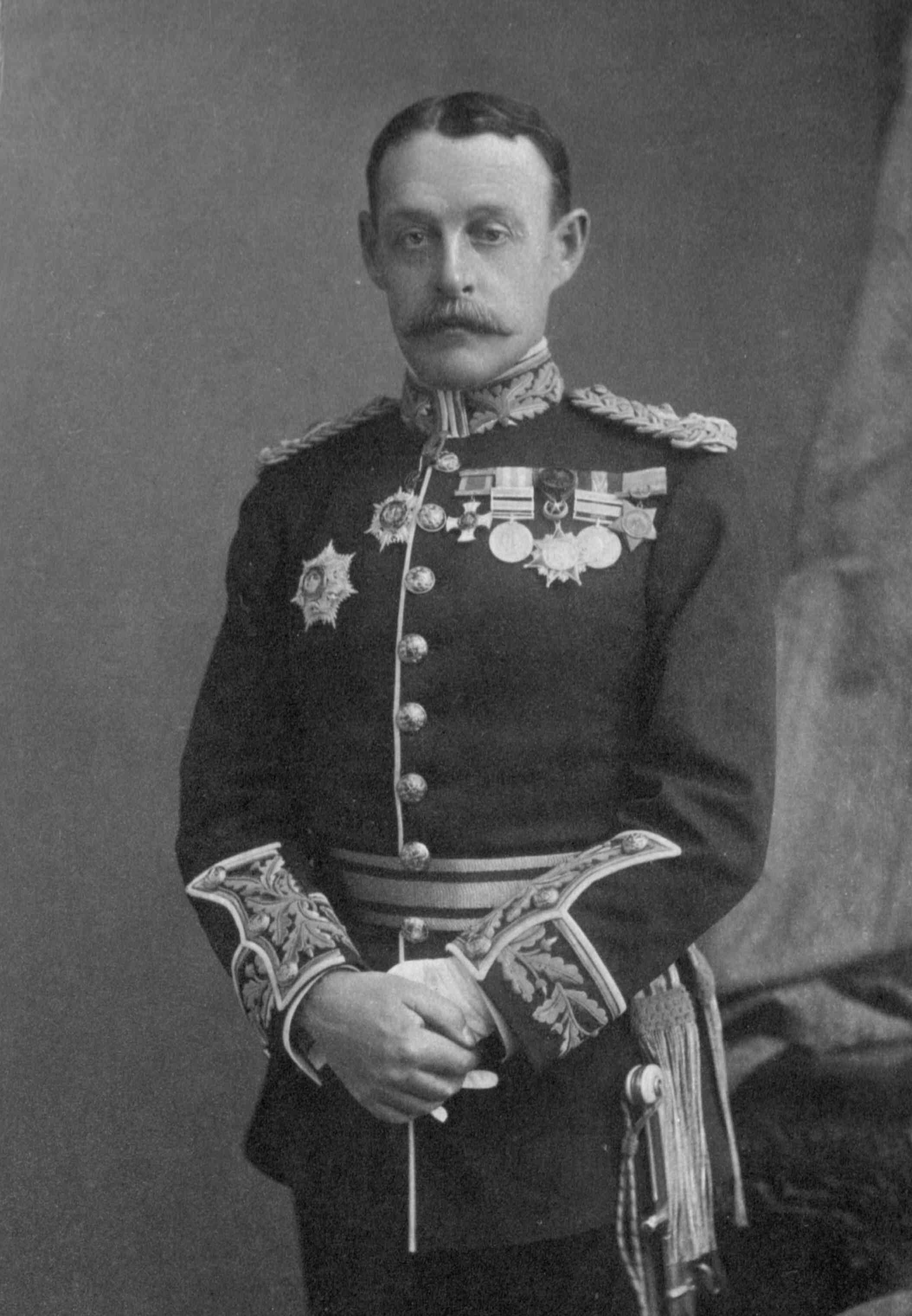
Sir Archibald Hunter, um 1900

Sir Archibald Hunter  GCB GCVO DSO (* 6. September 1856; † 28. Juni 1936) war ein britischer General und Gouverneur von Gibraltar. Er kämpfte in verschiedenen britischen Kolonialkriegen, zum Beispiel bei der Niederschlagung des Mahdi-Aufstandes und im Burenkrieg.

## Leben

### Elternhaus, Kindheit, Jugend und Erste Kommandos
Hunter war der Sohn des Londoner Kaufmannes Archibald Hunter (1805–1868). Seine Mutter war die Tochter von Major Duncan Graham. Er erhielt seine Ausbildung in Glasgow und an der Royal Military Academy Sandhurst. Er begann seine Karriere bei der British Army im 4th King´s Own Royal Lancashire Regiment.

### Gordon Relief Expedition
Im Zuge des Anglo-Ägyptischen Krieges wurde die ägyptische Armee 1882 durch Garnet Joseph Wolseley zerschlagen. Sie wurde anschließend unter dem Kommando eines britischen Befehlshabers, des Sirdar Evelyn Wood, neu aufgebaut. Archibald Hunter trat dieser neuen Armee bei. Er erreichte am 28. Februar 1884 Kairo und diente als Hauptmann im 9. sudanesischen Bataillon, welches gerade von Suakin nach Ägypten verlegt wurde. Kurz nach seinem Eintreffen erkrankte der Bataillonskommandeur Major Hallam Parr und Hunter übernahm das Kommando. Er leitete sechs Monate die Ausbildung des Bataillons, welches im August 1884 nach Assuan verlegt wurde.
Im Sudan breitete sich 1884 der Mahdi-Aufstand aus. Hunter nahm daraufhin an Wolseleys Gordon Relief Expedition zur Rettung von Gordon Pascha vor den Mahdisten teil. Dabei war er gleichzeitig Kommandeur des 9. sudanesischen Bataillons und Stabsoffizier von Oberstleutnant Maurice in Abu Fatmeh. Am 16. Dezember 1885 wurde er bei Kosheh verwundet und nach Kairo ins Lazarett gebracht. Für seinen Einsatz wurde er 1886 mit dem Distinguished Service Order ausgezeichnet.
Großbritannien unterließ für die nächsten zehn Jahre weitere Versuche, nach Sudan vorzudringen, und beschränkte sich auf das Halten einiger weniger Stützpunkte. Nur Suakin, das von indischen Kolonialtruppen verstärkt wurde, und Wadi Halfa in der Nähe der ägyptischen Grenze blieben besetzt. Hunter war ständig in Frontpositionen im Sudan im Einsatz. So führte er 1889 unter Generalmajor Grenfell eine Brigade bei den Kämpfen um Suakin. Bei diesen Kämpfen wurde er verwundet.
Hunter wurde 1893, als Brevet-Oberstleutnant, Gouverneur des Küstengebietes des Roten Meers und Kommandant von Suakin. 1894 übergab er die Ämter an Reginald Wingate.

### Kitchener’s Sword-Arm

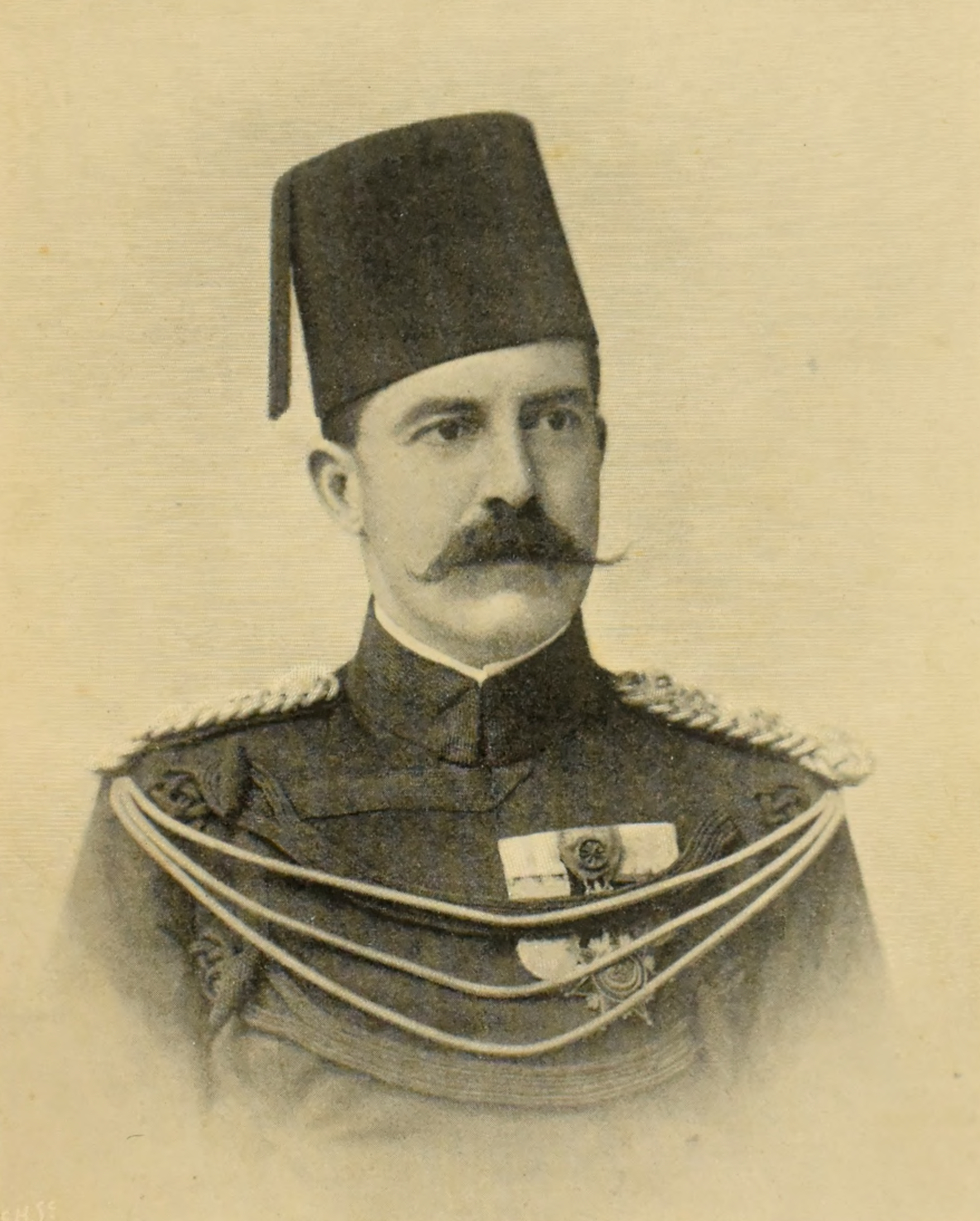
Major-General Hunter in ägyptischer Uniform

1896 nahm Hunter mit der Anglo-Egyptian Nile Expeditionary Force unter Horatio Herbert Kitchener am Angriff auf Sudan teil. In der so genannten Dongola-Expedition sollte zuerst die nördliche Provinz Sudans besetzt und die logistische Voraussetzung eines Feldzugs nach Omdurman geschaffen werden. Am 20. März erreichten Voraustruppen unter Hunter Akasheh. Beim Angriff auf Firket übernahm Hunter den Befehl über die aus drei Brigaden gebildete ägyptische Division. Diese stelle Kitcheners Hauptstreitmacht, die so genannte River Column, und rückte entlang des Nils vor. Am 7. Juni 1896 konnte er die Mahdisten überraschen und in der Schlacht von Firket schlagen. Nach der Eroberung von Dongola wurde „Archie“ Hunter 1896 zum Generalmajor befördert und zum Militärkommandanten von Dongola ernannt.
Im Juli 1897 wurde eine Fliegende Kolonne gebildet, die Abu Hamed einnehmen sollte, um den Vormarsch nach Omdurman fortzusetzen. Vom 29. Juli bis zum 7. August rückte diese Kolonne in Eilmärschen vor, konnte Abu Hamed vor den Entsatztruppen der Mahdisten erreichen und am 5. September Berber besetzen. Am 23. Oktober brach Hunter mit seiner Fliegenden Kolonne auf, um den Lauf des Atbara zu erkunden.
Am 8. April 1898 befehligte Hunter, als KITCHENER'S SWORD-ARM, die ägyptische Division in der Schlacht am Atbara. Ab Juli bildete Hunters ägyptische Division gemeinsam mit der britischen Division William Gatacres die Streitmacht mit der Kitchener auf die Hauptstadt der Mahdisten marschierte. Am 2. September 1898 kommandierte Hunters die ägyptische Division in der Schlacht von Omdurman, in der die Mahdisten endgültig geschlagen wurden.

### Burenkrieg, Indien und Gibraltar

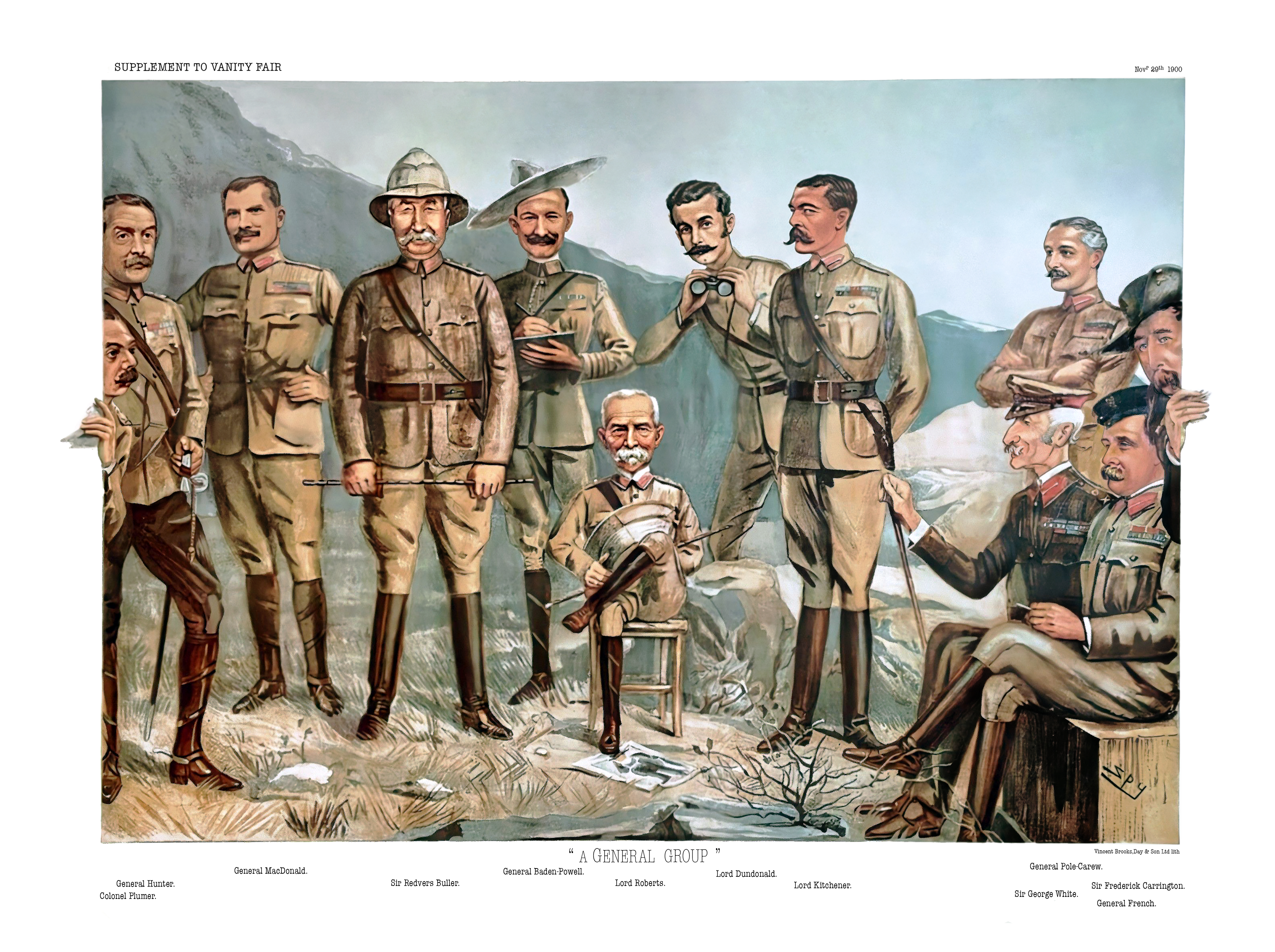
Karikatur Lord Roberts and his commanders mit Hunter als Zweitem v.l. in Vanity Fair, 1900

1899–1901 nahm Hunter, wieder als Divisionskommandeur, am Burenkrieg teil und wurde 1900 wurde zum Generalleutnant befördert. Hunter wurde im Mai 1901 General Officer Commanding Scottish District. 1903 wurde Hunter nach Indien kommandiert, wo er bis 1907 als Oberbefehlshaber Bombay Command (1905 in Western Army Corps umbenannt) in Poona und 1907 bis 1910 als General Officer Commanding Southern Army diente. 1905 erreichte er den Rang eines Full General. Vom 30. Juli 1910 bis zum 11. Juli 1913 war Hunter Gouverneur von Gibraltar.

### Erster Weltkrieg
Am 9. August 1914, kurz nach Beginn des Ersten Weltkrieges, bat Hunter Kitchener, der inzwischen Kriegsminister war, um ein Kommando. Dieser hatte – als einer der Ersten – einen mehrjährigen Krieg vorausgesagt und seine Politik darauf ausgerichtet. Durch Armeebefehl 324 vom 21. August 1914 wurde die so genannte Kitcheners Armee aufgestellt. Insgesamt konnten so bis 1915 mehr als 40 Divisionen für den Einsatz aufgebaut werden. Die meisten Einheiten der neuen Armee wurden in der Garnison Aldershot ausgebildet. Kitchener ernannte Hunter zum Befehlshaber von Aldershot. Dort waren bei einem Besuch von König Georg V. im September 1914 130.000 Mann stationiert. Das Kommando Aldershot hatte Hunter bis September 1917 inne.

### Sonstiges
Hunter heiratete 1910 Mary Fergusson. Dies hatte, als Witwe von George Burns, 2. Baron Inverclyde, dem Chairman der Cunard Line, am 16. Juni 1904 die Lusitania getauft.
Hunter war der jüngste britische Generalmajor seit Wellington. Er kommandierte im Alter von 32 Jahren eine Brigade und mit 39 eine Division. Winston Churchill, der am Sudanfeldzug als Reporter teilgenommen hatte, beschrieb ihn als the darling of the Egyptian army und its most imposing figure.